# Майкъл Найман
Майкъл Лорънс Найман (на английски: Michael Laurence Nyman) е английски композитор, пианист, либретист и музиколог.

## Биография
Роден е на 23 март 1944 година в Лондон в семейство на имигрирали от Полша евреи кожухари. Учи в Кралската музикална академия и Кингс Колидж.
Занимава се с композиране и музикална критика. Той е сред пионерите на минимализма в музиката. Автор е на множество опери, както и на филмова музика.
Почетен доктор на Университета на Уоруик (2007).

## Избрана филмография
- „Договорът на чертожника“ („The Draughtsman's Contract“, 1982)
- „Зед и две нули“ („A Zed & Two Noughts“, 1985)
- „Да се давиш в цифри“ („Drowning by Numbers“, 1988)
- „Готвачът, крадецът, неговата жена и нейният любовник“ („The Cook, the Thief, His Wife & Her Lover“, 1989)
- „Господин Ир“ („Monsieur Hire“, 1989)
- „Пианото“ („The Piano“, 1993)
- „Гатака“ („Gattaca“, 1997)